# Râul Suceava Liteni
Râul Suceava Liteni este o arie protejată (sit de importanță comunitară — SCI) din România, desemnată în scopul protejării biodiversității și menținerii într-o stare de conservare favorabilă a florei spontane și faunei sălbatice, precum și a habitatelor naturale de interes comunitar aflate în arealul zonei de protecție. Aceasta este întinsă pe o suprafață de 1.253,9 ha, integral pe uscat.

## Localizare
Centrul sitului Râul Suceava Liteni este situat la coordonatele 47°36′03″N 26°21′27″E / 47.600883°N 26.357475°E. Situl se întinde pe teritoriile administrative ale comunelor Bosanci, Ipotești, Udești și Verești; pe cel al orașului Salcea și pe cel al municipiului Suceava din județul omonim.

## Înființare
Situl Râul Suceava Liteni a fost declarat sit de importanță comunitară (ROSCI0380) în septembrie 2011 pentru a proteja 10 specii de animale.

## Biodiversitate
Situată în ecoregiunea continentală, aria protejată nu include niciun habitat protejat.
La baza desemnării sitului se află mai multe specii protejate:
- amfibieni (3): buhai de baltă cu burtă roșie (Bombina bombina), izvoraș-cu-burta-galbenă (Bombina variegata), triton cu creastă (Triturus cristatus)
- mamifere (4): vidră de râu (Lutra lutra), liliac cu urechi mari (Myotis bechsteinii), liliac comun (Myotis myotis), popândău (Spermophilus citellus)
- pești (2): moioagă (Barbus petenyi), boarță (Rhodeus amarus)
- reptile (1): țestoasa de baltă (Emys orbicularis)